# Hołubiwka (rejon ałczewski)
Hołubiwka (ukr. Голубівка) – osiedle typu miejskiego na Ukrainie, w obwodzie ługańskim.

## Historia
Założona w I połowie XIX wieku pod nazwą Hołubiwka (Голубівка), w 1917 roku zmieniono nazwę na Komisariwka, od 1963 roku osiedle typu miejskiego.
W 1989 liczyło 3118 mieszkańców.
W 2013 liczyło 1735 mieszkańców.
Od 2014 roku jest pod kontrolą Ługańskiej Republiki Ludowej.